# Thibaut Van Acker
Thibaut Van Acker (Merendree, 21 november 1991) is een Belgisch voetballer. Hij speelt doorgaans centraal op het middenveld. Van Acker speelt sinds 2024 bij KMSK Deinze.

## Carrière
Thibaut Van Acker is een middenvelder bij KMSK Deinze.
Voordien speelde hij eerst bij de beloften van Club Brugge, waar hij zich vaak in de kijker speelde. Deze prestaties bezorgden hem op 4 november 2009 een profcontract. Hij debuteerde in de A-ploeg in de met 5-0 gewonnen bekerwedstrijd tegen VW Hamme, waar hij voor het eerst in de basis stond. Op 27 januari 2010 mocht hij ook meespelen in de verloren terugwedstrijd voor de beker tegen AA Gent. Op 26 december 2010 stond hij voor het eerst in het basiselftal, eveneens tegen AA Gent. In januari 2013 werd hij voor een half jaar uitgeleend aan Beerschot AC. Op 14 juni 2013 tekende Thibaut Van Acker een driejarig contract bij Cercle Brugge. In de zomer van 2016 vertrok hij transfervrij naar KSV Roeselare. In september 2019 nam MVV Maastricht hem transfervrij over van KSV Roeselare. Daar speelde hij tot 2021. Van 2021 tot 2024 speelde hij bij Lierse Kempenzonen. In 2024 verkaste hij naar KMSK Deinze.
Hij volgde daarnaast ook nog de richting Topsport (voetbal) aan het Koninklijk Technisch Atheneum Brugge.

## Statistieken
| Seizoen         | Club               | Land               | Competitie            | Competitie | Competitie | Beker | Beker | Europees | Europees | Totaal | Totaal |
| Seizoen         | Club               | Land               | Competitie            | Wed.       | Dlp.       | Wed.  | Dlp.  | Wed.     | Dlp.     | Wed.   | Dlp.   |
| --------------- | ------------------ | ------------------ | --------------------- | ---------- | ---------- | ----- | ----- | -------- | -------- | ------ | ------ |
| 2009/10         | Club Brugge        | Vlag van België    | Jupiler Pro League    | 0          | 0          | 2     | 0     | 0        | 0        | 2      | 0      |
| 2010/11         | Club Brugge        | Vlag van België    | Jupiler Pro League    | 8          | 0          | 1     | 0     | 3        | 0        | 12     | 0      |
| 2011/12         | Club Brugge        | Vlag van België    | Jupiler Pro League    | 18         | 0          | 2     | 0     | 6        | 0        | 26     | 0      |
| 2012/13         | Club Brugge        | Vlag van België    | Jupiler Pro League    | 8          | 0          | 1     | 0     | 5        | 0        | 14     | 0      |
| 2012/13         | → Beerschot AC     | Vlag van België    | Jupiler Pro League    | 11         | 0          | 0     | 0     | —        | —        | 11     | 0      |
| 2013/14         | Cercle Brugge      | Vlag van België    | Jupiler Pro League    | 31         | 2          | 4     | 0     | —        | —        | 35     | 2      |
| 2014/15         | Cercle Brugge      | Vlag van België    | Jupiler Pro League    | 27         | 1          | 3     | 0     | —        | —        | 30     | 1      |
| 2015/16         | Cercle Brugge      | Vlag van België    | Proximus League       | 31         | 2          | 3     | 0     | —        | —        | 34     | 2      |
| 2016/17         | KSV Roeselare      | Vlag van België    | Proximus League       | 31         | 2          | 0     | 0     | —        | —        | 31     | 2      |
| 2017/18         | KSV Roeselare      | Vlag van België    | Proximus League       | 31         | 3          | 2     | 0     | —        | —        | 33     | 3      |
| 2018/19         | KSV Roeselare      | Vlag van België    | Proximus League       | 25         | 4          | 0     | 0     | —        | —        | 25     | 4      |
| 2019/20         | MVV Maastricht     | Vlag van Nederland | Eerste divisie        | 24         | 0          | 1     | 0     | —        | —        | 25     | 0      |
| 2020/21         | MVV Maastricht     | Vlag van Nederland | Eerste divisie        | 35         | 1          | 1     | 0     | —        | —        | 36     | 1      |
| 2021/22         | Lierse Kempenzonen | Vlag van België    | Challenger Pro League | 27         | 5          | 2     | 1     | —        | —        | 29     | 6      |
| 2020/21         | Lierse Kempenzonen | Vlag van België    | Challenger Pro League | 32         | 13         | 2     | 1     | —        | —        | 34     | 14     |
| 2023/24         | Lierse Kempenzonen | Vlag van België    | Challenger Pro League | 29         | 9          | 2     | 2     | —        | —        | 31     | 11     |
| 2024/25         | KMSK Deinze        | Vlag van België    | Challenger Pro League | 1          | 0          | 0     | 0     | —        | —        | 1      | 0      |
| Carrière totaal | Carrière totaal    | Carrière totaal    | Carrière totaal       | 370        | 42         | 24    | 4     | 14       | 0        | 408    | 46     |